# Ульгули-Малши
Ульгули-Малши (каз. Үлгілі Малшы) — село в Кокпектинском районе Абайской области Казахстана. Административный центр Ульгулималшинского сельского округа. Код КАТО — 635069100.

## Население
В 1999 году население села составляло 1349 человек (704 мужчины и 645 женщин). По данным переписи 2009 года в селе проживало 959 человек (507 мужчин и 452 женщины).